# Эль-Атариб (район)
Эль-Атариб (араб. الأتارب‎) — район (минтака) в составе мухафазы Халеб, Сирия. Административным центром является город Эль-Атариб.

## География
Район расположен в западной части мухафазы Халеб, на границе с Турцией. На востоке, юго-востоке и севере граничит с районом Джебель-Семъан, а на юго-западе и западе с мухафазой Идлиб.

## Административное деление
Район разделён на 3 нахии. До 2009 года район Эль-Атариб был нахией района Джебель-Семъан.
| Нахия          | Административный центр | Население (2004 г.), чел. |
| -------------- | ---------------------- | ------------------------- |
| Эль-Атариб     | Эль-Атариб             | 32 186                    |
| Иббин-Семъан   | Иббин-Семъан           | 21 925                    |
| Урум-эль-Кубра | Урум-эль-Кубра         | 22 851                    |